# 137 Dywizjon Kozacki
137 Dywizjon Kozacki (ros. 137-й казачий дивизион) – oddział wojskowy Wehrmachtu złożony z Kozaków podczas II wojny światowej.
Nie później niż w listopadzie 1942 r. została sformowana Grupa Kozacka "Haug". Wchodziła w skład 137 Dywizji Piechoty gen. Hansa Kamecke. Na pocz. 1943 r. przemianowano ją na 137 Dywizjon Kozacki. Kozacy zwalczali partyzantów w zachodniej części obwodu orłowskiego, ściśle współpracując z oddziałami Rosyjskiej Wyzwoleńczej Armii Ludowej (RONA). Działali wówczas jako dwa samodzielne szwadrony 1/137 i 2/137. Od maja 1943 r. były one podporządkowane XLVIII Korpusowi Pancernemu 2 Armii Pancernej. Jesienią dywizjon został wycofany z frontu wschodniego, po czym skierowano go do Mławy, gdzie - po rozformowaniu - wszedł w skład nowo tworzonej 1 Kozackiej Dywizji Kawalerii.